# .td
.td (Francês: Tchad) é o código TLD (ccTLD) na Internet para o Chade.